# Агнешка Сітек
Агнешка Сітек (пол. Agnieszka Sitek, нар. 8 липня 1973, Лодзь) — польська акторка кіно, телебачення та театру.

## Життя і кар'єра
Народилася 8 липня 1973 року в Лодзі. Вона є випускницею середньої школи № 21 імені Болеслава Пруса в Лодзі. У 1996 році закінчила Національну академію драматичного мистецтва у Варшаві. Працювала в театрах Бидгоща, а також у Театрі комедії у Варшаві. Її найвидатніша роль — у фільмі Володимира Міхалека «Секал має померти» 1998 року. У 1999 році вона отримала премію «Чеський лев» за найкращу жіночу роль другого плану, присуджену Чеською академією кіно та телебачення (ČFTA) за її роль у фільмі. Також була номінована на Польську кінопремію. У 2002 році вона зіграла в біографічному фільмі Єжи Анчака «Шопен. Бажання любові», де зіграла матір Фредеріка Шопена Ізабелу. У 2000—2008 рр. співпрацювала з театром Охота у Варшаві. Вона також є співзасновником Асоціації teatr tm.

## Фільмографія
| Рік       |   | Українська назва        | Оригінальна назва | Роль                             |
| --------- | - | ----------------------- | ----------------- | -------------------------------- |
| 1997—2001 | с | Złotopolscy             | Weronika Gabriel  | Вероніка Габріель                |
| 1997      | ф | Sztos                   | Barbara           | Барбара                          |
| 1997—1997 | с | Sława i chwała          | Helena Gołąbkówna | Гелена Ґолонбкувна (епізоди 5-7) |
| 1997—1997 | с | Pokój 107               |                   | дівчина на дискотеці             |
| 1997      | ф | Dom                     | Beata's friend    | друг Беати                       |
| 1998      | ф | Секал має померти       | Agnieszka         | Агнешка                          |
| 1999      | ф | Wrota Europy            | Ira               | Іра                              |
| 2002—2002 | с | Відьмак                 | witcher Adela     | відьмачка Аделя                  |
| 2002      | ф | Chopin: Desire for Love | Izabela Chopin    | Ізабела Шопен                    |
| 2013—2013 | с | Prawo Agaty             | Iwona Rydlewska   | Івона Ридлевська (серія 53)      |
| 1999—2020 | с | Na dobre i na złe       | Janina            | Яніна (серія 592)                |